# Regional At Best
Regional At Best är det andra studioalbumet av den amerikanska indiepop-duon Twenty One Pilots. Det är det första albumet utan medlemmarna Chris Salih och Nick Thomas och det första med medlemmen Joshua Dun. Det är även det sista albumet av Twenty One Pilots som släpptes innan de fick skivkontrakt av Fueled By Ramen.

## Låtlista
Alla låtar är skrivna av Tyler Joseph om inget annat namn anges.
1. Guns For Hands - 4:37
2. Holding On To You - 4:26 (Tyler Joseph, Maurice Gleaton, Charles Hammond, Robert Hill, Deangelo Hunt, Bernard Leverette, Gerald Tiller,  Jamall Willingham)
3. Ode To Sleep - 5:14
4. Slowtown - 4:57
5. Car Radio - 4:49
6. Forest - 4:11
7. Glowing Eyes - 4:26
8. Kitchen Sink - 5:34
9. Anathema - 3:59
10. Lovely - 4:20
11. Ruby - 4:30
12. Trees - 4:20
13. Be Concerned - 4:08
14. Clear - 3:38

## Borttagning
2012 skrev Twenty One Pilots kontrakt med skivbolaget Fueled By Ramen, och på grund av upphovsrätt förlorade de rätten till albumet och det togs bort från alla digitala tjänster och fysiskt.
Låtarna Guns For Hands, Holding On To You, Ode To Sleep, Car Radio och Trees ominspelades och togs med på Twenty One Pilots tredje album Vessel. Låtarna Forest, Glowing Eyes och Kitchen Sink blev inte ominspelade men togs med på den brittiska versionen av Vessel. En ominspelad version av låten Lovely gavs ut som en promosingel i Japan och togs med på den brittiska versionen av Vessel, medan de resterande 5 låtarna, Slowtown, Anathema, Ruby, Be Concerned och Clear inte går att få tag på förutom på Youtube och nedladdningssidor. 
Vissa av albumets låtar finns dock på Pandora och hela albumet finns på Deezer.